# Извлечение жидких углеводородов из газа
Извлечение жидких углеводородов из газа (англ. liquid hydrocarbons recovery from gas flow; нем. Ausbringen n der flüssigen Kohlenwasserstoffe m pl aus dem Gasstrom m) — технология, которая базируется на снижении температуры или на использовании абсорбционного оборудования. На абсорбционом оборудовании удаление жидких углеводородов из потока газоконденсатного газа — процесс «масляная абсорбция сырого газа» — происходит после гликолевой осушки сырого газа от водяного пара. Поток сырого газа подвергают масляной абсорбции с целью получения сырого газа и широкой деэтанизованной фракции жидких лёгких углеводородов, а также с целью получения сухого газа, газового конденсата, пропан-бутана или подают на турбодетандерное оборудования для получения из сырого газа широкой деэтанизованной фракции жидких лёгких углеводородов и сухого газа. Газовый конденсат, который получается в промышленных условиях на оборудовании низкотемпературной сепарации, стабилизируют путём дегазации в сепараторах или в колонне фракционирования. Схемы оборудования фракционирования подразделяют на одно-, двух- и трёхколонные. Адсорбционное масло, которое используется как поглощающая жидкость в адсорбционном оборудовании извлечения жидких углеводородов, выбирают в зависимости от температуры процесса. При обычных температурах маслоабсорбционного процесса (от 20 до 40оС) используют абсорбционное масло с молекулярной массой 140—180. В низкотемпературных маслоабсорбционных процессах, которые используются для более глубокого извлечения жидких углеводородов из сырого газа, применяют абсорбционное масло с молекулярной массой 85—120.